# Maerua apetala
Maerua apetala là một loài thực vật có hoa trong họ Capparaceae. Loài này được (Spreng.) M. Jacobs mô tả khoa học đầu tiên năm 1964.